# American Horror Story: Apokalipsa
American Horror Story: Apokalipsa (tytuł oryginalny: American Horror Story: Apocalypse) – ósmy sezon amerykańskiego serialu telewizyjnego American Horror Story. Składa się z dziesięciu odcinków, emitowanych przez stację FX od 12 września do 14 listopada 2018 roku. Polska premiera każdego odcinka odbyła się na antenie Fox dzień po pierwszej emisji w FX.
Apokalipsa została opisana jako crossover pomiędzy sezonem pierwszym, Murder House, a trzecim, Sabatem, tym samym przełamując antologiczną formę serialu. Wydarzenia skupiają się na Michaelu Langdonie – Antychryście, przedstawionym pod koniec Murder House. Czarownice z Sabatu, wyczuwając w nim zagrożenie wobec świata, decydują się go powstrzymać. Michael doprowadza do apokalipsy, po której niewielka grupa przetrwałych zamieszkuje w podziemnym schronie, Placówce 3. Langdon planuje dzięki wybranym pośród nich kontynuować gatunek ludzki, zaprowadzając w ten sposób nowy porządek świata. 
Apokalipsa, podobnie jak poprzednie sezony, została stworzona przez Ryana Murphy’ego i Brada Falchuka. Do obsady powrócili aktorzy z poprzednich serii: Sarah Paulson, Evan Peters, Jessica Lange, Kathy Bates, Frances Conroy, Lily Rabe, Angela Bassett, Taissa Farmiga, Emma Roberts, Gabourey Sidibe, Jamie Brewer, Cheyenne Jackson, Adina Porter, Billie Lourd, Leslie Grossman, Connie Britton, Dylan McDermott, Billy Eichner, Lance Reddick, Erika Ervin, Naomi Grossman, Stevie Nicks, Mena Suvari i Wayne Péré. Po raz pierwszy w historii American Horror Story wystąpili Cody Fern i Joan Collins. Sarah Paulson wyreżyserowała ponadto jeden z odcinków.

## Streszczenie fabuły
Constance Langdon wychowuje swojego wnuka, Michaela, urodzonego w Domu Mordu Antychrysta. Chłopiec od najmłodszych lat wykazuje predyspozycje psychopatyczne, a w ciągu jednej nocy niespodziewanie starzeje się o dekadę. W 2015 roku odwiedzają go przedstawiciele Kościoła Szatana. Pod ich wpływem Michael łączy się z Szatanem, ponadto opuszcza dom i zamieszkuje z kapłanką Kościoła, Miriam Mead, która staje się jego najbliższą osobą. W międzyczasie do sabatu czarownic, na czele którego stoi Najwyższa Cordelia Goode, dołączają między innymi Mallory i Coco St. Pierre Vanderbilt. Ponadto Cordelia, przeczuwając zbliżające się zagrożenie, wskrzesza Myrtle Snow. W 2017 roku przedstawiciele sabatu czarodziei, na czele którego stoi Wielki Kanclerz Ariel Augustus, odkrywają Michaela, podejrzewając, że jest czarodziejem. Po miesiącu nauki w Szkole dla Wyjątkowych Młodych Mężczyzn w Hawthorne Michael, chcąc zyskać aprobatę Cordelii do zorganizowania egzaminu Siedmiu Cudów, sprowadza Madison Montgomery z piekła i uwalnia uwięzioną w hotelu Cortez Queenie. Otrzymawszy zgodę na egzamin, zdaje go jako pierwszy mężczyzna w historii, co oznacza, że jego moc magiczna dorównuje Najwyższej. Podczas jednego z zadań sprowadza z piekła również Misty Day.
Czarownice oraz dwaj członkowie Rady Czarodziei, John Henry Moore i Behold Chablis, wyczuwają w Michaelu zagrożenie. Współpracująca z czarodziejami Miriam zabija Johna, zaś Madison i Behold udają się do Domu Mordu, gdzie poznają od mieszkających w nim duchów przeszłość Michaela, a także dowiadują się, że Langdon jest Antychrystem. Czarownice decydują się go powstrzymać. Odkrywszy, że John został zamordowany, palą na stosie Miriam i pozostałych członków Rady Czarodziei. W międzyczasie Mallory zdaje egzamin Siedmiu Cudów, co oznacza, że będzie kolejną Najwyższą. Michael postanawia się zemścić za śmierć Miriam. Dzięki grupie satanistów poznaje Jeffa Pfistera i Mutta Nuttera – naukowców, którzy tworzą dla niego robota, wyglądającego jak Miriam i zaprogramowanego na jej wzór. Jeff i Mutt, współpracujący z Illuminati, działającymi jako Firma, przekonują Michaela do przeprowadzenia apokalipsy. Rozpoczyna się budowa placówek, w których grupa ludzi będzie mogła się skryć i przetrwać koniec świata. W międzyczasie Michael, wspierany przez robota Miriam i królową voodoo, Dinah Stevens, morduje większość czarownic. Cordelia z Myrtle rzucają na Mallory i Coco Zaklęcie Niepamięci, po którym kobiety nie są świadome, kim są, dzięki czemu Coco może stłumić magiczną moc Mallory.
W 2020 roku na Ziemi wybucha seria pocisków jądrowych, wskutek czego większość ludzkości wymiera, a powierzchnia planety pokryta jest opadem promieniotwórczym. W budynku szkoły w Hawthorne mieści się Placówka 3, zarządzana przez asystentkę Jeffa i Mutta, Wilheminę Venable, której asystuje robot Miriam. W schronie zamieszkują między innymi Coco, Mallory, Dinah, Gallant, jego babcia Evie, Timothy Campbell i Emily. Wilhemina wprowadza w bunkrze podział na uprzywilejowanych Fioletowych i służących im Szarych. W 2021 roku do Placówki przybywa Michael, zapowiadając, że dokona wyboru osób, które zostaną przetransportowane do ostatniego pozostałego na Ziemi Azylu i będą kontynuowały gatunek ludzki. Wkrótce w Placówce zjawiają się Cordelia, Myrtle, Madison i sprowadzona z piekła była królowa voodoo, Marie Laveau. Cordelia cofa Zaklęcie Niepamięci, po czym dochodzi do walki pomiędzy czarownicami i Marie a Michaelem i robotem Miriam. Mallory przenosi się w czasie do 2015 roku i zabija Michaela, tym samym zmieniając bieg historii i cofając apokalipsę. Poza nią nikt nie ma świadomości tego, co się wydarzyło. W 2021 roku na świat przychodzi kolejny Antychryst – syn Timothy’ego i Emily.

## Obsada i bohaterowie

### Obsada główna
- Sarah Paulson jako
  - Wilhemina Venable
  - Cordelia Goode
  - Billie Dean Howard
- Evan Peters jako
  - Gallant
  - James Patrick March
  - Tate Langdon
  - Jeff Pfister
- Adina Porter jako Dinah Stevens
- Billie Lourd jako Mallory
- Leslie Grossman jako Coco St. Pierre Vanderbilt
- Cody Fern jako Michael Langdon
- Emma Roberts jako Madison Montgomery
- Cheyenne Jackson jako John Henry Moore
- Kathy Bates jako 
  - Miriam Mead
  - Delphine LaLaurie

### Goście specjalni
- Frances Conroy jako 
  - Myrtle Snow
  - Moira O’Hara
- Lily Rabe jako Misty Day
- Stevie Nicks jako ona sama
- Dylan McDermott jako Ben Harmon
- Connie Britton jako Vivien Harmon
- Jessica Lange jako Constance Langdon
- Angela Bassett jako Marie Laveau

### Obsada drugoplanowa
- Billy Eichner jako
  - Brock
  - Mutt Nutter
- Kyle Allen jako Timothy Campbell
- Ash Santos jako Emily
- Erika Ervin jako Pięść
- Jeffrey Bowyer-Chapman jako Andre Stevens
- John Getz jako ojciec Coco
- Joan Collins jako
  - Evie Gallant
  - Bubbles McGee
- Taissa Farmiga jako
  - Zoe Benson
  - Violet Harmon
- Gabourey Sidibe jako Queenie
- Jon Jon Briones jako Ariel Augustus
- Billy Porter jako Behold Chablis
- BD Wong jako Baldwin Pennypacker
- Naomi Grossman jako Samantha Crowe
- Carlo Rota jako Anton Szandor LaVey
- Jamie Brewer jako Nan

### Obsada gościnna
- Dina Meyer jako Nora Campbell (odc. 1)
- Travis Schuldt jako ojciec Timothy’ego (odc. 1)
- Troy Winbush jako prezenter wiadomości (odc. 1)
- Chad James Buchanan jako Stu (odc. 1)
- Sean Blakemore jako agent Firmy (odc. 1)
- Lesley Fera jako agentka Firmy (odc. 1)
- James MacDonald jako mutant (odc. 3)
- Brendan McCarthy jako detektyw Monroe (odc. 4)
- Wayne Péré jako pan Kingery (odc. 5)
- Mena Suvari jako Elizabeth Short (odc. 6)
- John Duerler jako pośrednik handlu nieruchomościami (odc. 6)
- Lance Reddick jako Papa Legba (odc. 7)
- Lauren Stamile jako żona (odc. 7)
- Tom Fitzpatrick jako dziadek (odc. 7)
- Sandra Bernhard jako Hannah (odc. 8)
- Harriet Sansom Harris jako Madelyn (odc. 8)
- Dominic Burgess jako Phil (odc. 8)
- Mark Ivanir jako Mikołaj II Romanow (odc. 9)
- Emilia Ares jako Anastazja Romanowa (odc. 9)
- Yevgeniy Kartashov jako Jakow Jurowski (odc. 9)

## Lista odcinków
| Nr | Nr | Tytuł oryginalny       | Tytuł polski             | Reżyseria             | Scenariusz               | Data premiery (Stany Zjednoczone) | Data premiery (Polska) |
| --- | -- | ---------------------- | ------------------------ | --------------------- | ------------------------ | --------------------------------- | ---------------------- |
| 85 | 1  | The End                | Koniec                   | Bradley Buecker       | Ryan Murphy Brad Falchuk | 12 września 2018                  | 13 września 2018       |
| Gdy na Ziemi wybucha seria pocisków jądrowych, Coco, Mallory, Gallantowi i Evie udaje się uciec z Los Angeles prywatnym samolotem. Przedstawiciele Firmy odbierają Timothy’ego i Emily rodzinom, informując ich, że ze względu na predyspozycje genetyczne należą do wybrańców, którzy przeżyją. Oboje zostają umieszczeni w podziemnej Placówce 3, prowadzonej przez Wilheminę. W schronie panuje podział na dwie klasy: uprzywilejowanych Fioletowych (Coco, Gallantowie, Timothy, Emily, Dinah, Andre i Stu) oraz służących im Szarych (wśród nich Mallory). Wszystkich żyjących w placówce obowiązują rygorystyczne zasady, między innymi zakaz kontaktów seksualnych i opuszczania schronu. Asystentka Wilheminy, Miriam, zabija Stu, podejrzanego o bycie skażonym przez opad promieniotwórczy. 18 miesięcy później, gdy cały świat zewnętrzny jest już wymarły, do Placówki 3 przyjeżdża Michael, zapowiadając Wilheminie, że dokona wyboru kandydatów do przeniesienia do ostatniego pozostałego na Ziemi Azylu. |    |                        |                          |                       |                          |                                   |                        |
| 86 | 2  | The Morning After      | Następnego dnia rano     | Jennifer Lynch        | James Wong               | 19 września 2018                  | 20 września 2018       |
| Michael ogłasza mieszkańcom Placówki, że po odbyciu osobistych rozmów wybierze osoby, które zostaną zabrane do Azylu, gdzie poprzez rozmnażanie będą kontynuowały niemalże wymarły gatunek ludzki. Rubber Man przychodzi do sypialni Gallanta, który – przekonany, że za przebraniem kryje się Michael – uprawia z nim seks. Evie ich widzi, o czym donosi Miriam. Michael oskarża Wilheminę o niestosowanie się do poleceń Firmy co do prowadzenia Placówki. Venable i Mead, podejrzewając, że Gallant spiskuje z Michaelem, wykonują na nim chłostę, zaś Langdon wyjawia mu, że to nie on był Rubber Manem. Timothy i Emily, znalazłszy laptopa Michaela, dowiadują się z niego, że metody Venable są sprzeczne z poleceniami Firmy. Wilhemina, dowiedziawszy się o ich odkryciu, rozkazuje ich rozstrzelać. Timothy’emu udaje się przechwycić pistolet i strzelić do Miriam. Gdy Rubber Man znów przychodzi do Gallanta, ten – nadal przekonany, że to Michael – go zabija. Okazuje się, że zamordował Evie. |    |                        |                          |                       |                          |                                   |                        |
| 87 | 3  | Forbidden Fruit        | Zakazany owoc            | Loni Peristere        | Manny Coto               | 26 września 2018                  | 27 września 2018       |
| Michael kontynuuje rozmowy z mieszkańcami Placówki. Mallory nieświadomie wykazuje podczas swojego spotkania umiejętność psychokinezy i pirokinezy. Miriam zwierza się Wilheminie z podejrzeń, że jest robotem z zaprogramowanymi reakcjami wobec świata. Tymczasem do Placówki przyjeżdża kareta z jabłkami, w której ukryty jest Brock, mąż Coco. Wilhemina i Miriam planują wymordować wszystkich mieszkańców Placówki i zdobyć z laptopa Michaela informację o położeniu Azylu. W tym celu wstrzykują jad węża w jabłka, które podają gościom podczas halloweenowego balu maskowego. Większość mieszkańców Placówki je próbuje i umiera, a w międzyczasie Brock, któremu udało się wejść do środka, zabija Coco. Wilhemina i Miriam idą do pokoju Michaela, by go zastrzelić, jednak nieświadomie Mead strzela do Venable. Michael wyznaje Miriam, że została zaprogramowana na jego polecenie i pozna jego plan. Tymczasem Cordelia, Myrtle i Madison zjawiają się w Placówce, po czym wskrzeszają Mallory, Coco i Dinah. |    |                        |                          |                       |                          |                                   |                        |
| 88 | 4  | Could It Be… Satan?    | Czy to mógł być… Szatan? | Sheree Folkson        | Tim Minear               | 3 października 2018               | 4 października 2018    |
| Czarownice planują uratowanie świata, zaś Michael oświadcza, że nie uda im się go pokonać. Cztery lata wcześniej Langdon, wychowywany przez Miriam, trafia do aresztu za zabójstwo sprzedawcy w sklepie. Nagranie z monitoringu, na którym stosuje wobec detektywa psychokinezę, wzbudza zainteresowanie sabatu czarodziei. Ariel uwalnia go z aresztu i zaprowadza do Szkoły dla Wyjątkowych Młodych Mężczyzn w Hawthorne. Po miesiącu nauki Michael bezbłędnie zdaje testy sprawnościowe z magii, wzbudzając u egzaminatorów podejrzenie, że jest Alfą – czarodziejem, którego moc przewyższy moc czarownic i który wyprze ich Najwyższą. Ariel, John, Behold i Baldwin pragną, by czarownice przeprowadziły dla niego egzamin Siedmiu Cudów, jednak Cordelia odmawia. Tymczasem Michael uwalnia Queenie z hotelu Cortez, czego nie udało się wcześniej dokonać Cordelii. Następnie uwalnia Madison z jej piekła, po czym udaje się z obiema czarownicami do szkoły. Cordelia mdleje na ich widok. |    |                        |                          |                       |                          |                                   |                        |
| 89 | 5  | Boy Wonder             | Cudowny chłopiec         | Gwyneth Horder-Payton | John J. Gray             | 10 października 2018              | 11 października 2018   |
| Cordelia ma wizję apokalipsy. Chcąc sprawdzić siłę Michaela, wyraża zgodę na przeprowadzenie egzaminu Siedmiu Cudów. Myrtle jest temu przeciwna, uważając, iż następną Najwyższą powinna zostać Mallory. W międzyczasie Coco zostaje przyjęta do Akademii pani Robichaux, gdzie poznaje Mallory. John udaje się do Nowego Orleanu w celu omówienia z Cordelią sprawy Michaela. Podczas podróży zostaje zamordowany przez Miriam. Langdon jej oświadcza, że zamierza zniszczyć sabat od wewnątrz. Okazuje się, że Miriam skrycie współpracuje z Arielem. Michael wykonuje bezbłędnie sześć spośród siedmiu zadań podczas egzaminu. Cordelia modyfikuje ostatnie zadanie, każąc mu zejść do piekła Misty i sprowadzić ją do żywych. Michaelowi się udaje i tym samym zdaje egzamin Siedmiu Cudów. Stevie Nicks odwiedza szkołę i śpiewa dla Misty „Gypsy”. W międzyczasie Cordelia każe Madison zbadać przeszłość Michaela, a Behold oświadcza, że będzie jej w tym towarzyszył. Cordelia wskazuje im cel podróży: Dom Mordu. |    |                        |                          |                       |                          |                                   |                        |
| 90 | 6  | Return to Murder House | Powrót do domu zbrodni   | Sarah Paulson         | Crystal Liu              | 17 października 2018              | 18 października 2018   |
| Madison i Behold kupują Dom Mordu, w którym pytają duchy o przeszłość Michaela. Constance oświadcza, że opowie im o wnuku, jeżeli użyją magii do wypędzenia Moiry z domu. Na prośbę O’Hary przenoszą jej szczątki do grobu matki. Constance opowiada im o wychowywaniu Michaela, który od dzieciństwa wykazywał predyspozycje psychopatyczne. Pewnej nocy postarzał się o dekadę, po czym usiłował zabić babcię. Zrozpaczona Constance popełniła samobójstwo w Domu Mordu i od tej pory zamieszkuje go jako duch. Ben opowiada Madison i Beholdowi o próbach wyleczenia Michaela i nawiązywaniu z nim więzi na wzór ojca z synem. Po odrzuceniu przez Tate’a Michael się załamał i powrócił do dokonywania zbrodni. Podczas rozmowy zjawia się Vivien, dotychczas ukrywająca się przed mężem, niezdolna do wybaczenia mu zbliżenia z Michaelem. Kobieta wyjawia Madison i Beholdowi, że pewnej nocy jej syna odwiedzili przedstawiciele Kościoła Szatana, w tym Miriam, pod wpływem których Langdon połączył się z Szatanem. Po nieudanej próbie zamachu Vivien na syna Michael opuścił dom. Madison, wyprowadzając się z posesji, przekonuje Violet do wybaczenia Tate’owi i pojednania z nim.                                      |    |                        |                          |                       |                          |                                   |                        |
| 91 | 7  | Traitor                | Zdrada                   | Jennifer Lynch        | Adam Penn                | 24 października 2018              | 25 października 2018   |
| Cordelia spotyka się z królową voodoo, Dinah, aby poprosić ją o skontaktowanie z Papą Legbą. Podczas seansu z guru, któremu towarzyszy Nan, prosi go o umieszczenie Michaela w Piekle. Papa żąda w zamian dusze wszystkich czarownic, ale Cordelia odmawia. Myrtle i Madison spotykają się z Bubbles, która przed laty opuściła sabat. Proszą ją o uczestnictwo w kolacji z czarodziejami, podczas której miałaby użyć swojej mocy czytania w myślach. Podczas spotkania w szkole w Hawthorne Bubbles dowiaduje się z myśli Ariela i Baldwina, że są odpowiedzialni za śmierć Johna i planują zamordować wszystkie czarownice. Tymczasem moce Mallory wciąż rosną. Gdy czarownice znajdują prochy Johna, Mallory udaje się go wskrzesić, tym samym wykonując ostatnie zadanie z egzaminu Siedmiu Cudów. John opowiada o swojej śmierci. Czarownice skazują Miriam, Ariela i Baldwina na śmierć poprzez spalenie na stosie, a wyrok wykonuje John. Przed śmiercią Miriam wykrzykuje zapowiedź nadejścia królestwa jej ojca, Szatana. |    |                        |                          |                       |                          |                                   |                        |
| 92 | 8  | Sojourn                | Bytność                  | Bradley Buecker       | Joshua Green             | 31 października 2018              | 1 listopada 2018       |
| Michael odkrywa miejsce kaźni Miriam. Spotyka Cordelię i odrzuca jej propozycję rozejmu. Po śmierci mentorki Michael się załamuje i doznaje halucynacji. Po kilkudniowej głodówce trafia w mieście na zebranie satanistów, którym przewodzi Hannah. Jedna z uczestniczek spotkania, Madelyn, zaprasza go do domu. Tam Michael zdradza jej, że jest Antychrystem, którego nadejścia oczekują. Madelyn wyjawia jego tożsamość pozostałym satanistom. Hannah proponuje Michaelowi złożenie ofiary z dwójki ludzi, na co mężczyzna przystaje. Od tej pory wszyscy członkowie zgromadzenia oddają mu cześć. Michael wyznaje, że jedyne, czego pragnie, to wskrzeszenie Miriam, wobec czego Madelyn zawozi go do ośrodka naukowego Kineros Robotics, w którym pracuje Wilhemina. Michael poznaje tam dwóch naukowców, Jeffa i Mutta, których prosi o wskrzeszenie Miriam. Mężczyźni tworzą w laboratorium robota, zaprogramowanego na jej wzór i wyglądającego jak ona. |    |                        |                          |                       |                          |                                   |                        |
| 93 | 9  | Fire and Reign         | Ogień i panowanie        | Jennifer Arnold       | Asha Michelle Wilson     | 7 listopada 2018                  | 8 listopada 2018       |
| Dinah udaje się zdjąć zaklęcie chroniące Akademię, rzucone przez Cordelię. Dzięki pomocy królowej voodoo Michael i Miriam dostają się do budynku i mordują większość czarownic, w tym Zoe, Queenie i Bubbles. Cordelia, Myrtle, Madison, Mallory i Coco ukrywają się w chacie Misty. Myrtle opowiada o legendarnym zaklęciu, który pozwala cofnąć się w czasie i odmienić bieg wydarzeń, ale nie ma historycznych dowodów na to, że zostało kiedyś użyte. Mallory testuje swoją moc, cofając się w czasie do nocy rozstrzelania Romanowów podczas rewolucji październikowej, jednak nie udaje jej się uratować cara i jego rodziny. Cordelia i Myrtle odkrywają, że wszyscy czarodzieje zostali zamordowani. Jeff i Mutt, manipulując Michaelem, przekonują go do przeprowadzenia apokalipsy. Langdon spotyka się z Illuminati – sekretną organizacją, działającą jako Firma. Ogłasza plan apokalipsy i budowy placówek, gdzie po zapłacie będą mogli się ukryć przed wybuchem bomb. Jeff i Mutt proponują Wilheminie poprowadzenie jednego ze schronów. |    |                        |                          |                       |                          |                                   |                        |
| 94 | 10 | Apocalypse Then        | Apokalipsa               | Bradley Buecker       | Ryan Murphy Brad Falchuk | 14 listopada 2018                 | 15 listopada 2018      |
| Myrtle dostaje się do Kineros Robotics, gdzie odkrywa plan budowy placówek. Cordelia rzuca na Coco i Mallory Zaklęcie Zapomnienia, po którym nie będą pamiętały, kim są, a Coco stłumi magiczną moc Mallory do czasu nadejścia apokalipsy. 18 miesięcy po wybuchu pocisków jądrowych Cordelia, Myrtle i Madison odkopują się z opadu promieniotwórczego. Cordelia otrzymuje od Papa Legby zgodę na uwolnienie Marie z piekła w zamian za oddanie mu Dinah. Czarownice wraz z byłą królową voodoo przybywają do Placówki 3, gdzie stają do walki z Michaelem i Miriam. Marie zabija Dinah, Cordelia niszczy robota Miriam, Michael morduje Marie i Coco, zaś Mallory zostaje skaleczona przez Brocka. Cordelia popełnia samobójstwo, po którym Mallory zyskuje pełnię sił i cofa się w czasie do 2015 roku. Michael, któremu Constance rozkazała wynieść się z domu, wychodzi na ulicę, zostaje kilkukrotnie potrącony przez prowadzony przez Mallory samochód i umiera. W nowej rzeczywistości nikt poza nią nie wie o apokalipsie, którą wycofała. W zamian za pokonanie Michaela Mallory otrzymuje z zaświatów zgodę na sprowadzenie Misty z piekła. W 2020 roku na świat przychodzi kolejny Antychryst – syn Timothy’ego i Emily. |    |                        |                          |                       |                          |                                   |                        |

## Produkcja

### Pomysł na fabułę
W październiku 2016 roku Ryan Murphy, twórca American Horror Story, ogłosił plany zrealizowania sezonu, który będzie crossoverem pomiędzy sezonem pierwszym (Murder House) a trzecim (Sabatem). 12 stycznia 2017 roku stacja telewizyjna FX zamówiła ósmy i dziewiąty sezon serialu. W styczniu 2018 roku Murphy powiedział, że crossoverem będzie najprawdopodobniej sezon dziewiąty, zaś akcja ósmego będzie się odgrywała w niedalekiej przyszłości. W kwietniu doprecyzował, że fabuła obejmie wydarzenia za 18 miesięcy (czyli w październiku 2019 roku). W czerwcu zdradził, że crossoverem będzie jednak sezon ósmy, a jego stylistyka będzie podobna do Asylum (sezonu drugiego) i Sabatu.

### Dobór obsady
We wrześniu 2017 roku, po zakończeniu zdjęć do Zabójstwa Versace: American Crime Story, Ryan Murphy zaproponował Cody’emu Fernowi rolę w American Horror Story, zapowiadając mu tylko, że zagra postać w długich włosach, z zamiłowaniem do peleryn. W październiku Sarah Paulson, która występowała we wszystkich poprzednich sezonach, zdradziła w wywiadzie dla magazynu „Adweek”, że w ósmej serii zagra Żydówkę z urządzeniem dentystycznym. 4 marca 2018 roku Murphy był gościem podczas przyjęcia po 90. ceremonii wręczenia Oscarów, zorganizowanej w Beverly Hills przez „Vanity Fair”, gdzie zaproponował Joan Collins i Anjelice Huston role w nadchodzącym sezonie.  28 marca ogłosił w wywiadzie dla „Entertainment Weekly”, że główne role w nadchodzącym sezonie zagrają Paulson, Evan Peters i Kathy Bates. Tym samym Bates powróciła do serialu po rocznej nieobecności. 4 kwietnia Murphy ogłosił, że do obsady dołączyła Collins i że trwają rozmowy z Huston w sprawie roli. 6 kwietnia odbył się panel dyskusyjny na temat poprzedniego sezonu, Kultu, podczas której Billy Eichner, Cheyenne Jackson, Adina Porter i Leslie Grossman zapowiedzieli, że powrócą do serialu w sezonie ósmym. Murphy zdradził ponadto, że Peters zagra komediową postać homoseksualnego fryzjera, zaś Collins wcieli się w jego babcię. 18 maja ogłoszono, że do serialu powróci także Billie Lourd.
18 czerwca Emma Roberts i Paulson zdradziły we wpisach na portalach społecznościowych, że powrócą do serialu w rolach kolejno Madison Montgomery i Cordelii Goode (dawniej Foxx), w które wcielały się w Sabacie. Murphy potwierdził ponadto, że zaprosił do sezonu ósmego wszystkie aktorki, które w Sabacie grały czarownice. Dwa dni przed rozpoczęciem zdjęć Fern dowiedział się, że wcieli się w dorosłego Michaela Langdona, który jako dziecko pojawił się w Murder House. Wkrótce po rozpoczęciu filmowania do Internetu wyciekły zdjęcia z planu, sugerujące, że w serialu wystąpią Jeffrey Bowyer-Chapman i Kyle Allen. Portal Deadline potwierdził 15 lipca, że pojawią się oni w rolach gościnnych. 25 lipca Paulson odniosła się do plotek, że powtórzy role z Murder House (Billie Dean Howard) i Sabatu (Cordelia Goode), precyzując, że powróci jako tylko jedna z tych postaci. 27 lipca Murphy ogłosił na Twitterze, że Fern został obsadzony w roli Michaela Langdona. 3 sierpnia Billy Porter ogłosił na pośrednictwem serwisu Instagram swój udział w Apokalipsie. Tego samego dnia odbył się panel dyskusyjny, podczas którego Paulson ogłosiła, że w odcinku szóstym wystąpi gościnnie Jessica Lange w roli Constance Langdon – swojej bohaterki z Murder House. Tym samym główna gwiazda pierwszych czterech sezonów powróciła do serialu po nieobecności w trzech kolejnych. Podczas panelu Paulson zdradziła, że zagra w Apokalipsie trzy postacie: Cordelię, Billie Dean i nową, Venable. Grossman, Lourd, Porter i Bates ogłosiły, że wcielą się w role kolejno: Coco St. Pierre Vanderbilt, Mallory, Dinah Stevens i pani Mead.
7 sierpnia Murphy napisał na Twitterze, że do serialu powrócą Taissa Farmiga, Gabourey Sidibe, Lily Rabe, Frances Conroy i Stevie Nicks. 9 sierpnia Angela Bassett, która zagrała w Sabacie Marie Laveau, wyznała w wywiadzie dla „Us Weekly”, że nie wystąpi w Apokalipsie. 19 sierpnia Murphy zamieścił w portalach społecznościowych zdjęcie z planu, przedstawiające Paulson, Nicks, Conroy, Roberts, Rabe, Farmigę i Sidibe w rolach czarownic z Sabatu. 23 sierpnia portal The Wrap doniósł, że na planie Apokalipsy obecni byli Connie Britton i Dylan McDermott, którzy grali pierwszoplanowe role w Murder House. Britton nie zagrała w serialu nigdy później, zaś McDermott pojawił się jeszcze w sezonie drugim (Asylum). 24 sierpnia „Entertainment Weekly” doniósł, że Farmiga wystąpiła w Apokalipsie nie tylko jako Zoe Benson, ale również Violet Harmon z Murder House. 25 sierpnia Murphy potwierdził doniesienia The Wrap, zamieszczając na portalu Instagram zdjęcie Britton i McDermotta z planu z informacją, że powtórzą swoje role Vivien i Bena Harmona. 28 sierpnia zamieścił zdjęcie Petersa jako Tate’a Langdona, w którego wcielał się w Murder House. Kolejne zdjęcie, z 30 sierpnia, przedstawiało Petersa jako Tate’a i Farmigę jako Violet.
5 września został opublikowany zwiastun sezonu, ujawniający, że do serialu powróciła także Erika Ervin, która grała drugoplanową rolę w sezonie czwartym, Freak Show. Tego samego dnia Collins zdradziła w wywiadzie dla Larry’ego Kinga, że zagra w Apokalipsie trzy lub cztery postacie. 11 września przedstawiciele stacji FX opublikowali pierwsze oficjalne zdjęcia bohaterów. Tym samym zostały potwierdzone nazwiska części bohaterów: pana Gallanta (Peters), Evie Gallant (Collins), Timothy’ego Campbella (Allen) i Emily (Ashley Santos). W odcinku czwartym Peters zagrał dodatkowo Jamesa Patricka Marcha, swoją postać z sezonu piątego, Hotelu. W odcinku szóstym Conroy wcieliła się w swoją drugą bohaterkę w sezonie, Moirę O’Harę z Murder House. Mena Suvari powróciła jako Elizabeth Short, Sam Kinsey jako Beauregard Langdon, zaś Naomi Grossman, która grała w drugim i czwartym sezonie, pojawiła się w nowej roli. W odcinku siódmym Jamie Brewer i Lance Reddick powtórzyli swoje role z Sabatu, kolejno Nan i Papa Legby, zaś Collins pojawiła się w drugiej roli, Bubbles McGee. W finałowym, dziesiątym odcinku, wbrew wcześniejszym zapowiedziom, wystąpiła gościnnie Bassett jako Marie Laveau.

### Zdjęcia
W kwietniu 2018 roku Murphy zdradził, że zdjęcia do ósmego sezonu rozpoczną się około 16 czerwca. 12 lipca do Internetu wyciekły pierwsze fotografie z planu w centrum Los Angeles. W sierpniu zdjęcia odbywały się w domu w Los Angeles, gdzie miała miejsce akcja Murder House.

## Recenzje
American Horror Story: Apokalipsa zdobył głównie pozytywne recenzje krytyków filmowych. Według serwisu Rotten Tomatoes, 71% recenzji było pozytywne, zaś średnia ocen to 6,97/10.

## Oglądalność w Stanach Zjednoczonych
Kolumny „Pozycja” wyrażają miejsce, które zajął odcinek w zestawieniu najpopularniejszych programów telewizji kablowej danego dnia lub tygodnia.

Kolumny „AMR” wyrażają procent widzów, którzy oglądali dany odcinek, w stosunku do wszystkich posiadaczy telewizji kablowej w Stanach Zjednoczonych.

Kolumna „PVR” wyraża liczbę widzów, którzy nie oglądali odcinka podczas premierowej emisji, ale nagrali go na swoją nagrywarkę.

Pusta komórka oznacza brak informacji.
| Nr      | Tytuł                      | Data premiery             | Pozycja | Pozycja | Pozycja         | Widzów (wszyscy, mln) | Grupa wiekowa 18–49 | Grupa wiekowa 18–49 | PVR          | W sumie (premiera + PVR) | W sumie (premiera + PVR) |
| Nr      | Tytuł                      | Data premiery             | dzień   | tydzień | tydzień (+ PVR) | Widzów (wszyscy, mln) | Widzów (mln)        | AMR                 | Widzów (mln) | Widzów (mln)             | AMR (18–49)              |
| ------- | -------------------------- | ------------------------- | ------- | ------- | --------------- | --------------------- | ------------------- | ------------------- | ------------ | ------------------------ | ------------------------ |
| 1       | „Koniec”                   | 12 września 2018(dts)     | 1       | 5       | 1               | 3,081                 | 1,856               | 1,5                 | 3,183        | 6,264                    | 3,0                      |
| 2       | „Następnego dnia rano”     | 19 września 2018(dts)     | 1       | 6       | 3               | 2,210                 | 1,370               | 1,1                 | 2,421        | 4,631                    | 2,3                      |
| 3       | „Zakazany owoc”            | 26 września 2018(dts)     | 1       | 5       |                 | 1,945                 | 1,178               | 0,9                 |              |                          |                          |
| 4       | „Czy to mógł być… Szatan?” | 3 października 2018(dts)  | 2       | 9       | 2               | 2,022                 | 1,280               | 1,0                 | 3,059        | 5,081                    | 2,6                      |
| 5       | „Cudowny chłopiec”         | 10 października 2018(dts) | 1       | 12      | 2               | 2,116                 | 1,306               | 1,0                 | 2,837        | 4,953                    | 2,4                      |
| 6       | „Powrót do domu zbrodni”   | 17 października 2018(dts) | 2       | 17      | 3               | 2,008                 | 1,190               | 0,9                 | 2,405        | 4,413                    | 2,1                      |
| 7       | „Zdrada”                   | 24 października 2018(dts) | 1       | 8       |                 | 1,848                 | 1,152               | 0,9                 |              |                          |                          |
| 8       | „Bytność”                  | 31 października 2018(dts) | 1       | 15      |                 | 1,625                 | 0,947               | 0,7                 |              |                          |                          |
| 9       | „Ogień i panowanie”        | 7 listopada 2018(dts)     | 3       |         |                 | 1,648                 |                     | 0,8                 |              |                          |                          |
| 10      | „Apokalipsa”               | 14 listopada 2018(dts)    | 2       |         |                 | 1,830                 |                     | 0,8                 |              |                          |                          |
| Średnio | Średnio                    | Średnio                   | Średnio | Średnio | Średnio         | 2,033                 | 1,285               | 0,96                | 2,781        | 5,058                    | 2,48                     |